# Municipio de Esquipulas
Municipio de Esquipulas är en kommun i Guatemala.   Den ligger i departementet Departamento de Chiquimula, i den sydöstra delen av landet, 130 km öster om huvudstaden Guatemala City.